# Mieczysław Jamrógiewicz
Mieczysław Franciszek Ksawery Jamrógiewicz (ur. 4 października 1848 w Dubiecku, zm. 10 grudnia 1914 w Wiedniu) – polski nauczyciel, pedagog, autor podręczników szkolnych, c. k. radca szkolny.

## Życiorys
Mieczysław Franciszek Ksawery Jamrógiewicz urodził się 4 października 1848 w Dubiecku. Był synem Tomasza i Justyny. W 1867 zdał egzamin dojrzałości w C. K. Gimnazjum w Przemyślu. Podjął pracę nauczyciela od 9 października 1870, egzamin zawodowy złożył 24 marca 1874, a 4 września tego roku został mianowany nauczycielem rzeczywistym.
Był profesorem Gimnazjum św. Anny w Krakowie. Pozostając formalnie profesorem tej szkoły został prowadzącym kierownikiem C. K. Gimnazjum w Sanoku i w latach od 1880 do 1888 pełnił stanowisko historycznie pierwszego dyrektora tej szkoły. W szkole uczył matematyki, propedeutyki filozofii oraz fizyki. Z jego inicjatywy powstała w szkole biblioteka dla nauczycieli i uczniów oraz gabinety fizyczny i przyrodniczy. Zasiadał w C. K. Radzie Szkolnej Okręgowej w Sanoku. 23 kwietnia 1882 został wybrany członkiem wydziału oddziału Towarzystwa Pedagogicznego w Sanoku i był wówczas inicjatorem utworzenia w mieście wyższej szkoły żeńskiej pod egidą organizacji. Reskryptem C. K. Ministra Wyznań i Oświecenia z 9 sierpnia 1888 został przeniesiony z funkcji kierownika sanockiego gimnazjum na zastrzeżone mu stanowisko profesora w Gimnazjum św. Anny w Krakowie. 6 grudnia 1888 został przydzielony do C. K. IV Gimnazjum we Lwowie, gdzie od 26 czerwca 1890 piastował stałą posadę. Jako nauczyciel uzyskał VII rangę. Otrzymał tytuł c. k. radcy szkolnego 9 kwietnia 1903. We wrześniu 1901 pod nieobecność kierownika Karola Rawera zastępczo objął kierownictwo nad oddziałami równorzędnymi C. K. IV Gimnazjum we Lwowie. Od listopada 1903 do końca roku szkolnego 1903/1904 zastępczo pełnił funkcję dyrektora C. K. IV Gimnazjum we Lwowie. Od 1903 do 1909 pełnił etatowe stanowisko kierownika osobnych oddziałów równorzędnych C. K. IV Gimnazjum we Lwowie. Na przełomie XIX i XX wieku pracował równolegle w Pierwszym Prywatnym Żeńskim Seminarium Nauczycielskim we Lwowie. 20 czerwca 1909 odbyła się uroczystość 40-lecia jego pracy nauczycielskiej, podczas której zainicjowano powstanie fundacji jego imienia przy bursie IV Gimnazjum. W 1909 został przeniesiony w stan spoczynku. Po przejściu na emeryturę pracował jako nauczyciel od 1912 do 1914 i doradca kierownika Gimnazjum Żeńskiego Wiktorii Niedziałkowskiej we Lwowie. Był autorem podręczników szkolnych. Publikował w czasopismach „Treść”, „Muzeum”, „Rodziny i Szkoły”.
Po wybuchu I wojny światowej od 31 sierpnia 1914 przebywał w Wiedniu (wraz z nim Zygmunt Jamrógiewicz) i tam zmarł 10 grudnia 1914.
Był żonaty z Romaną Karoliną Pauliną z domu Heriadin (córka Romana Heriadina, nadkontrolera pocztowego)). Mieli dzieci: Romana (ur. 1877, nauczyciel w C. K. III Gimnazjum w Krakowie), Władysława Witolda (ur. 1882), Zdzisławę Justynę (ur. 1884), Kazimierza Franciszka (ur. 1886), Joannę Leopoldynę (ur. 1888).

## Publikacje
- Arytmetyka dla abituryentów gimnazyalnych (1894)[59]
- Geometrya poglądowa dla użytku w klasach niższych szkół gimnazyalnych (1884)[60]
- Geometrya poglądowa dla niższych klas gimnazyalnych (1897)[61]
- Geometrya poglądowa dla niższych klas szkół średnich (1901)[62]
- Arytmetyka dla seminaryów nauczycielskich (1904)[63]
- Maciej Brzoza (1906)
- Wujaszek fizyk. Kinematograf. Ignaś górą (1906)
- Nauka rachunków dla szkół wydziałowych męskich (1909, opracowanie, autor: Seweryn Dniestrzański)[64]

## Odznaczenia
austro-węgierskie
- Medal Jubileuszowy Pamiątkowy dla Cywilnych Funkcjonariuszów Państwowych[65]
- Krzyż Jubileuszowy dla Cywilnych Funkcjonariuszów Państwowych[65]